# École élémentaire de Vranić
L'école élémentaire de Vranić (en serbe cyrillique : Основна школа у Вранићу ; en serbe latin : Osnovna škola u Vraniću) est une école située à Vranić, en Serbie, dans la municipalité de Barajevo et sur le territoire de la ville de Belgrade. Construite au début du XXe siècle, elle est inscrite sur la liste des monuments culturels protégés de la république de Serbie et sur la liste des biens culturels de la ville de Belgrade.

## Présentation
L'école, située au centre du village de Vranić, a été construite au début du XXe siècle, à l'emplacement d'une école plus ancienne bâtie en 1848. D'aspect massif, elle a été conçue à des fins fonctionnelles.